# Еремеев, Игорь Анатольевич
Игорь Анатольевич Еремеев (родился 25 июня 1964 года в Богородицке) — полковник полиции, командир ОМОН Управления МВД по Тверской области (ныне ОМОН Управления Росгвардии по Тверской области) в 2000—2020 годах.

## Биография
Родился 25 июня 1964 года в Богородицке. С детства мечтал проходить службу в ВДВ. В 1982 году был направлен в учебный полк города Фергана, с октября 1982 по 1 ноября 1984 года нёс срочную службу в Демократической Республике Афганистан, разведчик взвода разведывательной роты 345-го отдельного парашютно-десантного полка. Был ранен в одном из первых боёв (пуля прошла по касательной над правой бровью и оставила шрам).
С 1985 года работал в Москве, нёс службу в составе 3-го полка ведомственной милиции ГУВД Мосгорисполкома. Участвовал в контртеррористических операциях на Северном Кавказе. С 2000 года руководил ОМОНом в Тверской области (сначала при Управлении МВД, потом при Управлении Росгвардии по области). За время своей службы был трижды ранен.
За службу был отмечен 185 различными поощрениями. Имеет награды:
- медаль ордена «За заслуги перед Отечеством»[4][2]
- два ордена Мужества[2]
- орден «За личное мужество»[5]
- две медали «За отвагу» (СССР)[1]
- две медали «За отвагу» (Россия)[5]
- медаль «За отличие в службе»[2] I и II степеней (МВД)[5]
- медаль «За отличие в охране общественного порядка»[5]
- медаль Жукова[5]
- медаль «70 лет Вооружённых Сил СССР»[5]
- медаль «За безупречную службу» III степени[5]
- медаль «За доблесть в службе» (МВД)[5]
- медаль «За ратную доблесть» (Боевое братство)[5]
- именное оружие[2]
- иные награды[5]